# Volant Shell
Le Volant Shell était un concours organisé au sein de l'école de pilotage du circuit de Nevers Magny-Cours, en France, de 1964 à 1994. Il avait pour but de détecter puis de former de jeunes pilotes, de 18  à   28 ans, aux courses sur circuits. De sa création à 1971, le vainqueur gagnait une saison en championnat de France de Formule 3. À partir de 1972, le vainqueur avait droit à une saison en championnat de France de Formule Renault. 

## La création
En 1962, Jean Bernigaud, créateur du circuit Jean Behra (ancêtre du circuit de Magny-Cours) constate l'absence de pilote automobile français en Formule 1. Il décide, avec l'aide de Shell et le support du magazine Sport Auto, de faire venir l'école de pilotage britannique Jim Russell à Magny-Cours. 
L'école est inaugurée le 28 mai 1963. Henry Morrogh en est le directeur et Bill Knight assure le financement. Grâce à la publicité assurée par Sport Auto, le succès est au rendez-vous : 300 élèves se  présentent dans l'espoir de remporter le Volant Shell pour disputer une saison en championnat de France de Formule 3 sur une Cooper-BMC. Jean-Pierre Jaussaud, ancien élève du cours de Jim Russell sur Formule Junior à Snetterton, est le premier vainqueur du Volant Shell.
En 1964, le cours Jim Russell de Magny-Cours est remplacé par la Winfield Motor Racing School Limited (ou école Winfield) dirigée par  Bill Knight et, en 1965, Tico Martini en devient le directeur. En 1967, Martini créé la MW1, première monoplace destinée à l'école.
En 1974, le Volant Shell devient le Pilote Elf. À partir de 1991, la dénomination est Volant Elf du circuit de Nevers Magny-Cours ».   
En 1994, Elf regroupe le Volant Elf du circuit de Nevers Magny-Cours avec le Volant Elf du Castellet et le Volant Elf du Mans pour créer La Filière.
Un volant Shell est également décerné à Zolder, en Belgique, au sein de l'école d'André Pilette dont est issu le pilote local Thierry Boutsen, vainqueur de trois Grand Prix de Formule 1.
Par ailleurs, le volant de l'ACO a été dénommé Volant Shell pendant ses premières éditions, de 1969 à 1974.

## Les vainqueurs du Volant Shell
| 1963       | Jean-Pierre Jaussaud |
| 1964       | Roby Weber           |
| 1965       | Claude Vigreux       |
| 1966       | François Cevert      |
| 1967       | François Mazet       |
| 1968       | Jean-Luc Salomon     |
| 1969       | José Dolhem          |
| 1970       | Guy Dhotel           |
| 1971       | Bernard Béguin       |
| 1972       | René Arnoux          |
| 1973       | Patrick Langlois     |
| Pilote Elf |                      |
| 1974       | Yves Le Strat        |
| 1975       | Frédéric Watelet     |
| 1976       | Jean-Claude Perrin   |
| 1977       | Alain Ferté          |
| 1978       | Alain Neyrial        |
| 1979       | Kurt Thiel           |
| 1980       | Patrick Saulnier     |
| 1981       | Cathy Muller         |
| 1982       | Dominique Dupuy      |
| 1983       | Michel Trollé        |
| 1984       | Jean-Luc Palis       |
| 1985       | Franck Fréon         |
| 1986       | Olivier Thévenin     |
| 1987       | Olivier Caekebeke    |
| 1988       | Guillaume Gomez      |
| 1989       | Christophe Tinseau   |
| 1990       | Jesse Bouhet         |
| 1991       | David Dussau         |
| 1992       | Anthony Beltoise     |
| 1993       | Sébastien Boulet     |

## Pilotes notables ayant participé au volant Shell ou Pilote Elf à Magny-Cours
- Johnny Servoz-Gavin en 1963
- Bernard Fiorentino en 1963
- Pierre de Thoisy, demi-finaliste en 1977
- Damon Hill, demi-finaliste en 1983
- Jérémie Dufour, finaliste en 1990
- Michel Disdier, demi-finaliste en 1992